# The Con
The Con är det femte studioalbumet av den kanadensiska popduon Tegan and Sara, utgivet den 24 juli 2007 på Vapor Records och Sire Records. Det producerades av Tegan and Sara och Chris Walla, gitarrist i den amerikanska indierockgruppen Death Cab for Cutie. Med The Con fick duon sina första listframgångar; albumet nådde bland annat fjärde plats i Kanada och plats 34 på Billboard 200 i USA. Liksom det föregående albumet So Jealous sålde skivan guld i Kanada. Låtarna "Back in Your Head" och "The Con" släpptes som singlar.

## Bakgrund
Bandet skrev på kontrakt för Sire Records efter att Tegan hade sjungit på Against Me!:s album New Wave. Hon sa, "Jag älskar Sire. Jag älskar dess litenheten med den stora infrastrukturen. Warner Brothers arbetar skivan. För mig är [Sire] indie bland större skivbolag.” Inför arbetet med The Con hade Sara flyttat till Montreal och Tegan till Vancouver men det förändrade inte låtskrivandet enligt Tegan, som förklarade att "Det är samma sätt vi skrev på som när vi bodde i samma stad. Vi mejlar låtarna till varandra".
The Con skrevs under en period av intensiv känslomässig kaos för både Tegan och Sara. Sara kämpade med kanadensisk immigration för att få hennes amerikanskfödda flickvän ett arbetsvisum så att de kunde bo tillsammans, medan Tegan nyligen hade avslutat ett fem år långt förhållande. Tvillingarna sörjde också deras förälders mor som enligt Tegan hade varit som en mor till dem. Hon förklarade att dessa faktorer tillsammans gjorde albumet "väldigt mörkt och även väldigt mycket om att reflektera kring åldrande, långvariga relationer och slutet på saker".
Jag kände att jag skrev från en plats där jag gick in i ett nytt förhållande som jag faktiskt visste aldrig skulle bli av. Jag surade lite över den dagen och sa att det var lite som 'the con', det vi gör som vi tror i slutändan ska få oss att känna oss bra eller garantera ett långt, tryggt, lyckligt liv. Så är det helt enkelt inte. 'The con' är lite det Sara gör också; köper ett ställe och gifter sig. De här sakerna garanterar dig inte ett långt, friskt, lyckligt liv.
De skrev och spelade in demolåtar under åtta månader.

## Produktion
| På The Con samarbetade Tegan med Hunter Burgan (t.v.) och Sara med Matt Sharp (t.h.). |  | På The Con samarbetade Tegan med Hunter Burgan (t.v.) och Sara med Matt Sharp (t.h.). |
| På The Con samarbetade Tegan med Hunter Burgan (t.v.) och Sara med Matt Sharp (t.h.). |  |                                                                                       |

Albumet producerades av Tegan and Sara tillsammans med Chris Walla, gitarrist i den amerikanska indierockgruppen Death Cab for Cutie. Inspelningen ägde rum vid The Alberta Court och Kung Fu Bakery i Portland, Oregon samt till viss del i gruppmedlemmarnas respektive hus.
Det spelades in på tre månader, till skillnad från This Business of Art som hade tagit 10 dagar. Walla föreslog att albumet skulle spelas in i sekvenser, vilket var en ny metod för Tegan and Sara. Walla hade stort förtroende för duon och uppmuntrade dem att våga gå ifrån en perfekt popglans mot något mer förfallande och djärvt. Duon hade mer fria händer i produktionen och fick visa deras talanger utöver sång och gitarr. "Sara och jag tog åtta års lektioner i klassisk piano. Jag har aldrig spelat piano eller keyboard på en skiva. Den här gången var det som, 'Jag har 17 delar att spela på den här!'". De ville att allt skulle låta så likt demoinspelningarna som möjligt.
Om samarbetet med Walla sa Tegan:
"Att arbeta med Chris var ett sant nöje. Det är alltid trevligt att vara med någon som förstår dig musikaliskt och kan ge dig erkännande och utforska olika idéer. Vi lät honom pusha oss, och det var coolt."
På detta album arbetade duon mer enskilt, bland annat spelade Matt Sharp från Weezer/The Rentals bas på Saras låtar medan Tegan samarbetade med AFI-basisten Hunter Burgan. Trummorna sköttes av Wallas bandkompis Jason McGerr. Walla och studiomusikern Ted Gowans bidrog med ytterligare gitarr, bas och keyboard. Kaki King spelar gitarr på "Floorplan" och lap steel guitar på "Knife Going In".
Tegan menade att albumet reflekterade deras stil och att "en del säger att det är stökigt och rörigt och inte i tiden ... Ja, jo, det är lite så vi är".

## Utgivning
The Con släpptes den 24 juli 2007 genom Vapor Records och Sire Records. Som Tegan and Saras första listnoterade album nådde det fjärde plats i Kanada, plats 34 i USA, plats 32 i Australien och plats 47 i Belgien.

### Singlar
"Back in Your Head" gavs ut som albumets första singel den 8 februari 2008 och nådde plats 32 på den belgiska singellistan, vilket gjorde den till Tegan and Sara första listnoterade singel. Videon till låten regisserades av Jamie Travis. Därefter släpptes titelspåret "The Con" som singel den 22 februari men utan några listframgångar. Videon regisserades av Suzie Vlcek. Låten "Call It Off" lanserades som musikvideo i regi av Angela Kendall och Philip Lanyon.

### The Con Demos
The Con Demos såldes exklusivt under Tegan and Saras turné 2008 i en begränsad upplaga om 1500 exemplar där intäkterna gick till Burt Harris Memorial Scholarship. Skivan består av demoversioner av de respektive låtarna på The Con. Den 16 december 2011 lanserade Warner Bros. Records albumet kommersiellt som digital nedladdning.

## Mottagande
The Con fick ett varmt mottagande av musikpressen. Marisa Brown på Allmusic beskrev albumet som "mer komplext än något de gjort tidigare" och såg Saras låtar som mer vuxna än Tegans men tyckte att låtarna kompletterade varandra på ett bra sätt. The A.V. Club gav albumet betyget A- och skribenten Noel Murray menade att duons största svaghet alltid varit deras repetitiva sång men att The Con tacklar detta problem genom att trotsa konventionella föreställningar om rockrytmer. Han tillade, "Under det aggressiva soundet bibehåller båda systrarna Quin en känsla av intimitet och personlig exponering i deras texter". Entertainment Weekly gav albumet betyget B- och skribenten Neil Drumming kallade det för "en samling ångestfylld, catchig pop [...]". I sin recension för The New York Times hyllade Kelefa Sanneh albumet och skrev: "På något sätt är 'The Con' ännu mer besattlåtande än Tegan and Saras tidigare verk och det är troligtvis ännu bättre; det skulle lätt kunna bli ett av årets bästa album".
The Guardian gav albumet toppbetyg och skrev "När ditt hjärta känns som en sten i ditt bröst kommer The Con att vara en perfekt, behagligt beroendeframkallande kompis". Jessica Suarez på Pitchfork Media var inte lika imponerad; hon menade att "skivans mest intressanta bitar-- en stark känsla av melodi-- försvinner för fort och kan inte bära albumet över dess produktionsgupp. Det mest vågade med systrarna Quin förblir deras frisyrer." och betygsatte skivan 6.6/10. Av PopMatters fick albumet betyget 8/10 och Elizabeth Newton skrev att The Con är "ett av årets bästa album hittills och en av den senaste tidens bästa popskivor". Robert Christgau skrev i sin recension för Rolling Stone att "målen med deras romantiska ambivalens förblir avlägsna – fokuset ligger på sångarnas känslor, undersökta hellre än tillfredsställda".

## Låtlista
Albumkonvolutet listar Tegan Quin och Sara Quin som låtskrivare.
| Nr  | Titel                 | Längd |
| --- | --------------------- | ----- |
| 1.  | I Was Married         | 1:36  |
| 2.  | Relief Next to Me     | 3:04  |
| 3.  | The Con               | 3:33  |
| 4.  | Knife Going In        | 2:13  |
| 5.  | Are You Ten Years Ago | 3:21  |
| 6.  | Back in Your Head     | 3:00  |
| 7.  | Hop a Plane           | 1:53  |
| 8.  | Soil, Soil            | 1:27  |
| 9.  | Burn Your Life Down   | 2:26  |
| 10. | Nineteen              | 3:00  |
| 11. | Floorplan             | 3:41  |
| 12. | Like O, Like h        | 2:43  |
| 13. | Dark Come Soon        | 3:11  |
| 14. | Call It Off           | 2:25  |

### Bonus-dvd:The Con: The Movie
The Con: The Movie följde med som dvd-skiva till vissa cd-utgåvor av albumet (dessa var märkta som Parental Advisory). Filmen är en låt för låt-dokumentär om hur albumet gjordes, regisserad av Angela Kendall med en speltid på 1:37:52. Filmen släpptes senare även på samlingsalbumet The Complete Recollection: 1999-2010 den 21 september 2010 som digital nedladdning.

## Medverkande
- Tegan Quin – sång (spår 2, 3, 5, 7, 8, 10, 11, 13, 14), gitarr (spår 2, 3, 5, 7, 8, 10, 13, 14), keyboard (spår 2, 3, 5, 13), piano (spår 8), producent (alla spår)
- Sara Quin – sång (spår 1-6, 8, 9, 11-14), gitarr (spår 1, 2, 4-6, 8, 9, 11, 12, 14), keyboard (spår 1, 2, 4, 6, 9, 11, 12), piano (1, 4, 6, 11), producent (alla spår)
- Hunter Burgan – bas (spår 3, 7, 8, 10, 13, 14)
- EE Storey – grafisk formgivning
- Ted Gowans – gitarr (spår 2, 3, 6, 7, 9, 10, 14), keyboard (spår 2, 4-7, 10-13), orgel på "Dark Come Soon"
- Kaki King – gitarr på "Floorplan", lap steel guitar på "Knife Going In"
- Will Markwell – tekniker
- Jason McGerr – trummor (spår 2-7, 9-14), slagverk (spår 2, 7)
- Roger Seibel – mastering
- Matt Sharp – bas (spår 1, 2, 6, 11, 12)
- Beau Sorenson – redigering
- Chris Walla – gitarr (spår 5, 6, 10, 14), bas (spår 4, 9), keyboard (spår 12), orgel (spår 6), inspelning, ljudmix, producent

Information från Discogs.

## Listplaceringar
| Lista (2007)                       | Högsta position |
| ---------------------------------- | --------------- |
| Australien (ARIA Charts)           | 32              |
| Belgien (Ultratop Flandern)        | 47              |
| Kanada (Canadian Albums Chart)     | 4               |
| USA Billboard 200                  | 34              |
| USA Alternative Albums (Billboard) | 11              |
| USA Digital Albums (Billboard)     | 17              |
| USA Top Rock Albums (Billboard)    | 10              |
| USA Tastemaker Albums (Billboard)  | 4               |

## Certifikat
| Land                  | Certifikat | Sålda ex. |
| --------------------- | ---------- | --------- |
| Kanada (Music Canada) | Guld       | 40 000    |